# Flora Čechica
Flora Čechica o Flora Cechica (abreviado Fl. Cech.) fue un libro con descripciones botánicas que fue editado por el químico, botánico, zoólogo, mineralogista, geólogo, y paleontólogo de Bohemia, Jan Svatopluk Presl. Fue publicado en el año 1819.